# خیره شدن به خورشید
خیره شدن به خورشید (به انگلیسی: Staring to the Sun) آلبوم چندآهنگه و تک‌آهنگی از گروهٔ نویر پاپ آمریکایی اسکارلینگ. می‌باشد که در ۶ ژوئن سال ۲۰۰۶ منتشر گردید. به‌نظر می‌آید «خیره شدن به خورشید» ترانهٔ خواهر قطعهٔ اصلی خدانگهدار، مترسک باشد از آنجا که این دو آهنگ چند خط متن مشابه دارند.